# Фортуна (футбольный клуб, Шаргород)
«Фортуна» (укр. Фортуна) — украинский футбольный клуб из города Шаргород Винницкой области. Проводил домашние матчи на стадионе «Колос».

## История

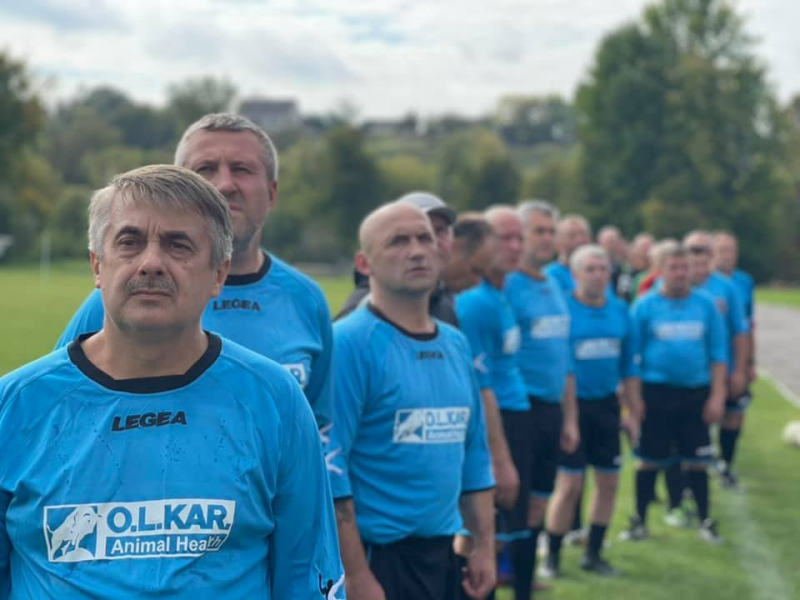
Ветераны клуба перед товарищеским матчем против винницкой «Нивы» в 2021 году

Годом основания клуба считается 1992. В 1995 году команда впервые приняла участие в чемпионате и кубке Винницкой области. Уже в следующем сезоне «Фортуна» сделала «золотой дубль», став победителем обеих основных турниров Винничины. В 1997 году команда была заявлена для участия во второй лиге чемпионата Украины. Дебютную игру на профессиональном уровне клуб провел 31 июля 1997 года, в Херсоне уступив местному «Кристаллу» со счётом 2:0. Уже спустя неделю, на домашнем стадионе «Фортуна» одержала первую победу, обыграв со счётом 4:2 запорожский «Виктор», первый гол команды во второй лиге забил Виталий Караянов. Дебютный сезон шаргородцы закончили на 12-й позиции в турнирной таблице. В том же, 1997 году, команда впервые приняла участие в Кубке Украины, в котором прошла четырёх соперников, и только на стадии 1/16 финала уступила представителю высшей лиги — запорожскому «Торпедо». В следующем сезоне, после первого круга, проведя 13 матчей (в которых смогла набрать всего 5 очков), команда была дисквалифицирована из розыгрыша второй лиги и в дальнейшем расформирована. На протяжении профессионального периода главными тренерами клуба были Александр Горобец и Игорь Жидовоз.

## Достижения
- Чемпионат Винницкой области
  - Победитель: 1997
- Кубок Винницкой области
  - Победитель: 1997

## Выступления в чемпионатах Украины
| Сезон   | Дивизион            | Место в чемпионате | И  | В  | Н | П  | ГЗ | ГП | О  | Кубок Украины | Примечания |
| ------- | ------------------- | ------------------ | -- | -- | - | -- | -- | -- | -- | ------------- | --- |
| 1997/98 | Вторая лига Украины | 12 из 17           | 32 | 11 | 5 | 16 | 37 | 53 | 38 | 1/16 финала   | |
| 1998/99 | Вторая лига Украины | 13 из 16           | 26 | 1  | 2 | 23 | 5  | 26 | 5  | —             | Команда была дисквалифицирована после 15-го тура. В оставшихся матчах ей были засчитаны технические поражения |